# Dexter Jackson (culturiste)
Pour les articles homonymes, voir Youssef Bouzroud et Jackson.
Dexter "La Lame" Jackson (né le 25 novembre 1969 à Jacksonville, Floride) est un culturiste professionnel américain affilié à l'IFBB, qui a remporté en 2008 le titre de Mr. Olympia. C'est le culturiste qui a gagné le plus de titres au niveau professionnel.

## Biographie
La première participation de Dexter à une compétition NPC (National Physique Commitee) a eu lieu au championnat NPC des États du Sud, en 1992, où il a terminé 3e. Ses premières participations professionnelles ont eu lieu en 1999 : Arnold Classic (7e), Night of Champions (3e) et Mr. Olympia (9e).
A l'édition 2007 de Mr. Olympia, Jackson s'est classé 3e et de nombreux critiques ont affirmé qu'il ne fera jamais mieux. Le 27 septembre 2008, il bat le double champion Mr. Olympia, Jay Cutler, pour devenir le 12e homme à conquérir le titre, et seulement le deuxième à remporter la même année le doublé Mr. Olympia et l'Arnold Classic. Jackson n'a remporté le titre de Mr Olympia qu'une fois, comme Chris Dickerson (1982) et Samir Bannout (1983).
2008 a été une grande année pour Jackson. Il a remporté au cours de cette années l'Arnold Classic, le Grand Prix Pro VIII d'Australie, le Grand Prix de Nouvelle-Zélande, le Grand Prix de Russie et Mr. Olympia. Jackson s'est classé 3e au concours Mr. Olympia de 2009.
En 2012, Jackson se place en 4e position de Mr. Olympia, puis surprend tout le monde en remportant cette même année le Masters Olympia, à l'âge de 43 ans, puis l'année suivante son 4e titre Arnold Classic titre.
En 2015, Jackson a montré qu'il était toujours à l'âge de 45 ans une force qui comptait, en remportant la 2e place du concours M. de l'Olympia, son meilleur résultat depuis son titre Mr Olympia en 2008. 
Jackson a fait l'objet de nombreux articles de fitness et de musculation, et il notamment fait la une des magazines Muscular Development et Flex. Un DVD intitulé Dexter Jackson: Unbreakable est sorti en 2009.

## Distinctions
- 2016 : avec 28 titres, Jackson détient le record de titres professionnels de culturisme IFBB.
- 2017 : avec 18 participations, Jackson bat le record du nombre de participation au concours Mr. Olympia.
- Jackson et Chris Dickerson sont les deux seuls culturistes à avoir remporté des titres dans les deux compétitions Mr. Olympia et Masters Olympia.
- Jackson a remporté l'Arnold Classic original cinq fois (2005, 2006, 2008, 2013, 2015), ce qui constitue un record.
- Jackson fait partie des trois seuls culturistes à avoir remporté à la fois les concours Mr. Olympia et l'Arnold Classic.
- Jackson est le cinquième culturiste le plus âgé (deuxième culturiste masculin le plus âgé) de l'histoire à remporter un concours IFBB open pro à l'âge de 46 ans (après Lisa Aukland à 47, 48, 49 et 50 ans, Yaxeni Oriquen-Garcia à 49 ans, Betty Pariso à 53 ans et Albert Beckles à 61 ans).

## Physique
- Hauteur: 1,68 m
- Poids : 98 kg
- Poids hors saison : 107 kg
- Tour de poitrine : 132 cm
- Tour de bras : 50 cm

## Palmarès

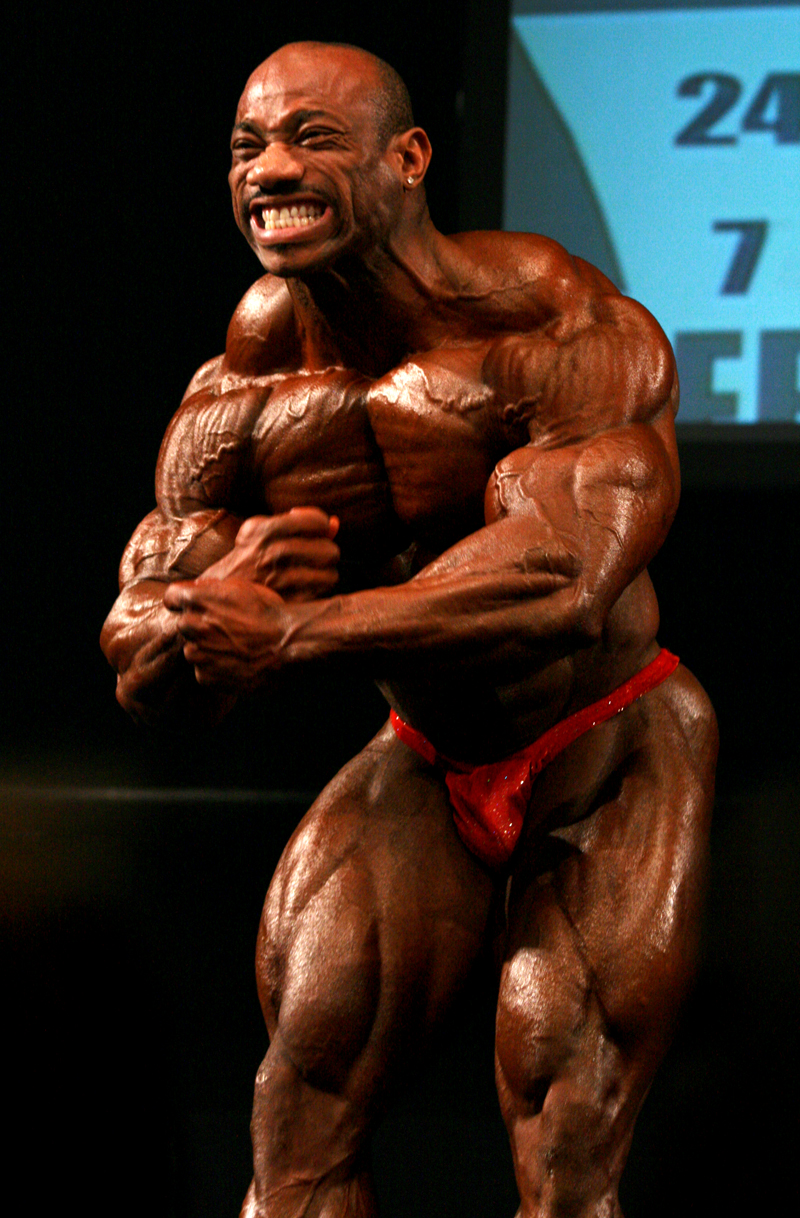
Dexter Jackson à 2008 IFBB Australian Pro Grand Prix VIII

- 1992 NPC Southern States, poids léger, 3e
- 1995 NPC USA Championships, poids mi-lourds, 1er
- 1996 NPC Nationals, poids mi-lourds, 6e
- 1998 North American Championships, poids mi-lourds, 1er et Toutes catégories
- 1999 Arnold Classic, 7e
- 1999 Grand Prix d'Angleterre, 4e
- 1999 Night of Champions, 3e
- 1999 Mr. Olympia, 9e
- 1999 Championnats World Pro, 4e
- 2000 Arnold Classic, 5e
- 2000 Grand Prix de Hongrie, 2e
- 2000 Ironman Pro Invitational, 3e
- 2000 Night of Champions, 8e
- 2000 Mr. Olympia, 9e
- 2000 Toronto Pro Invitational, 2e
- 2001 Arnold Classic, 5e
- 2001 Grand Prix d'Australie, 3e
- 2001 Grand Prix d'Angleterre, 4e
- 2001 Grand Prix de Hongrie, 3e
- 2001 Night of Champions, 2e
- 2001 Mr. Olympia, 8e
- 2001 Toronto Pro Invitational, 2e
- 2002 Arnold Classic, 3e
- 2002 Grand Prix d'Australie, 2e
- 2002 Grand Prix d'Autriche, 2e
- 2002 Grand Prix d'Angleterre, 1er
- 2002 Grand Prix de Hollande, 3e
- 2002 Mr. Olympia, 4e
- 2002 San Francisco Pro Invitational, 3e
- 2002 Show of Strength Pro Championship, 6e
- 2003 Arnold Classic, 4e
- 2003 Maximum Pro Invitational, 3e
- 2003 Mr. Olympia, 3e
- 2003 San Francisco Pro Invitational, 3e
- 2003 Show of Strength Pro Championship, 1er
- 2004 Arnold Classic, 3e
- 2004 Grand Prix d'Australie, 1er
- 2004 Ironman Pro Invitational, 1er
- 2004 Mr. Olympia, 4e
- 2004 San Francisco Pro Invitational, 1er
- 2005 Arnold Classic, 1er
- 2005 San Francisco Pro Invitational, 2e
- 2006 Arnold Classic, 1er
- 2006 Mr. Olympia, 4e
- 2007 Arnold Classic, 2e
- 2007 Grand Prix IFBB Pro d'Australie, 1er
- 2007 Mr. Olympia, 3e
- 2008 Arnold Classic, 1er
- 2008 Grand Prix IFBB Pro VIII d'Australie, 1er
- 2008 Grand Prix IFBB de Nouvelle-Zélande, 1er
- 2008 Grand Prix IFBB de Russie, 1er
- 2008 Mr. Olympia, 1er
- 2009 Mr. Olympia, 3e
- 2010 Arnold Classic, 4e
- 2010 Grand Prix IFBB Pro d'Australie, 2e
- 2010 Mr. Olympia, 4e
- 2011 Flex Pro, 2e
- 2011 Mr. Olympia, 6e
- 2011 FIBO Pro, 1er
- 2011 Champion du monde Pro Masters, 1er
- 2012 Arnold Classic, 5e
- 2012 Mr. Olympia, 4e
- 2012 IFBB Masters Olympia, 1er
- 2013 Arnold Classic, 1er
- 2013 Grand Prix IFBB Pro d'Australie, 1er
- 2013 Mr. Olympia, 5e
- 2013 EVLS Prague Pro, 2e
- 2013 Tijuana Pro, 1er
- 2014 Mr. Olympia, 5e
- 2014 Arnold Classic Europe, 3e
- 2014 Dubai Pro, 1er
- 2014 Prague Pro, 2e
- 2015 Arnold Classic, 1er
- 2015 Arnold Classic Australie, 1er
- 2015 Arnold Classic Europe, 1er
- 2015 Mr. Olympia, 2e
- 2015 Prague Pro, 1er
- 2016 New York Pro, 1er
- 2016 Arnold Classic Afrique du Sud, 1er[1]
- 2016 Mr. Olympia, 3e
- 2016 Arnold Classic Europe, 1er
- 2016 Prague Pro, 3e
- 2016 Mr. Olympia Europe, 1er
- 2017 Mr. Olympia, 4e
- 2017 Prague Pro, 3e
- 2018 Arnold Classic, 2e
- 2018 IFBB Arnold Classic Australie, 3e
- 2020 Mr. Olympia 9